# هيثم نعال
هيثم نعّال (8 يوليو 1951 - 29 أكتوبر 2021) هو مُعارض ومعتقل سياسي سابق سوري، كان قد أمضى 27 عامًا في السجون السوريَّة، كما كان يُوصف بعميد المعتقلين آنذاك. عند الإفراج عنه، كان ثالث ثلاثة ممن بقوا في السجون السورية من أعضاء المنظمة الشيوعية العربية، ولم يبقَ بعده إلى فارس مراد وعماد شيحا.

## سيرته
وُلد هيثم نعّال في حلب بتاريخ 8 يوليو/تموز 1951. كان عضوًا في المنظمة الشيوعية العربية منذ عام 1974، ثم اعتُقل مع بعض رفاقه في 21 يونيو/حزيران 1975،(1) وحكم عليه بالجسن المؤبد، فتنقل بين السجون السوريَّة (سجن تدمر، ثم سجن عدرا، وأخيرًا سجن صيدنايا) حتى أُفرج عنه في 9 أغسطس 2002، حيث أمضى نحو 27 عامًا في السجون السوريَّة لأسبابٍ سياسيَّة. سكن بعدها في شقةٍ صغيرةٍ في صحنايا بريف دمشق إلى أن رُتبَّ سفره إلى باريس. ذكرت المصادر بأنَّ عند خروجه من السجن كان يعاني من أمراضٍ عدة في العمود الفقري والعظام والقلب والدم. كما أشارت بعد المصادر بأنَّ هيثم قد يكون خرج من السجن بعفوٍ رئاسي بسبب صحته المتدهورة جدًا.
توفيَّ هيثم دخل شقته في باريس بتاريخ 29 أكتوبر/تشرين الأول 2021، وتضاربت الأخبار آنذاك حول تاريخ وسبب وفاته، حتى كتبت رندة بعث زوجة عماد شيحا عبر حسابها على موقع فيسبوك: «توضيح للمهتمين، بصدد ملابسات وفاة الصديق الغالي هيثم نعّال وتصحيحاً لبعض ما نُشر: توفّي هيثم بتاريخ 29/10/2021، وكان في زيارتنا عماد وأنا في اليوم نفسه أو قبل يومٍ من ذلك. كان يومها مريضاً وخشينا أن يكون مصاباً بالكوفيد (كانت الإصابات بالكوفيد آنذاك في ذروتها). اتّصلنا مرّات عديدة للاطمئنان عليه، وذهبت شخصياً إلى بيته بعد بضعة أيام لكن لم يفتح الباب أحد. بناءً على آراء من يعرفونه منذ سنواتٍ في فرنسا، اعتقدنا أنّه عاد لتضييق دائرة تواصله مع الناس، مثلما جرت عليه عادته بين حينٍ وآخر. لكن تكرّر سؤالنا عنه بالمرور شخصياً أو بمرور أصدقاء آخرين دونما ردٍّ شافٍ. منذ أيام، ذهبنا مرةً أخرى، فصادفنا لأول مرة حارسة البناء التي أخبرتنا بوفاته، لكنها لم تستطع تحديد تاريخ دقيق لهذه الوفاة. فقد استغربت عدم خروجه للتسوق كعادته في يوم محدد من أيام الأسبوع، وعندما لم يجب أحد، أتت بالمفتاح ووجدته ميتاً في شقته. وعندما سألناها عن مكان دفنه، توقّعت أن يكون دُفن في مقبرة جماعية. والمؤكد أنّ رائحته ليست هي التي لفتت نظر الجيران. بمساعدة أحد الأصدقاء وبعد سؤال الجهات الرسمية، توصّلنا إلى التاريخ الدقيق لوفاة هيثم وعرفنا مكان دفنه وزرناه على الفور. وهو ليس في مقبرة جماعية كما ذكر بعضهم».
ألقى صديقه عماد شيحة كلمةً في تأبينه، قال فيها إنه «لم يعد مهمًا كيف مات، المهم حقًا أنه عاش».

## روابط خارجية
- "دمشق - سبت الدم، لوحة تؤرخ للمنظمة الشيوعيّة العربيّة". حكاية ما انحكت. 31 أغسطس 2021. مؤرشف من الأصل في 2023-11-14. اطلع عليه بتاريخ 2023-11-14.